# Manuel Mordi
Manuel Mordi (* 15. August 2003 in Hamburg) ist ein deutscher Leichtathlet, der sich auf den Hürdenlauf spezialisiert hat.

## Werdegang
2022
- Manuel Mordi wird Deutscher Meister über 110 Meter Hürden bei den Deutschen U20-Meisterschaften in Ulm
- Mordi erreicht bei den U20-Weltmeisterschaften in Cali (Kolumbien) das Halbfinale

2023
- Bei den Deutschen Hallenmeisterschaften in Dortmund gewinnt Mordi über die 60 Meter Hürden mit 7,70 s Silber.
- Bei den Deutschen Meisterschaften im Freien in Kassel wird Mordi mit 13,61 s Deutscher Meister.
- Bei der Team-EM in Chorzów (Polen) gibt er sein Debüt in der Nationalmannschaft über 110 Meter Hürden und belegt Platz acht unter 16 Startern.

2024
- Bei den Deutschen Meisterschaften im Freien in Braunschweig wird Mordi mit 13,54 s Deutscher Meister.

## Vereinszugehörigkeit
Mordi startet seit dem 1. Juli 2018 für den Hamburger Sportverein. Trainiert wird er von Christopher Bickmann.

## Bestzeiten
Über 110 Meter Hürden lautet seine Bestzeit 13,36 s, aufgestellt am 25. Mai beim TrueAthletes Classics in Leverkusen 2024.
In der Halle liegt seine Bestzeit über die 60 Meter Hürden bei 7,56 s, aufgestellt am 9. Februar 2025 beim ISTAF Indoor in Düsseldorf.